# Kids Wanna Rock (Bryan Adams)
Kids Wanna Rock è una canzone rock scritta da Bryan Adams e Jim Vallance per il quarto album di Adams Reckless del 1984. La canzone è stata inserita negl'album live Live! Live! Live!, Wembley 1996, Live in Lisbon e nella raccolta So Far So Good.La canzone entrò nella classifica Billboard Top Rock Tracks Chart, dove raggiunse la #42.

## Il brano
Adams e Jim Vallance stavano lavorando sull'album Reckless, quando Adams invitò il manager Bruce Allen a New York City per ascoltare l'album, Allen dopo l'ascolto affermò "dov'è il rock?". Il giorno dopo Adams e Vallance rientrando a Vancouver capirono che dovevano alzare il livello dell'album, quindi si misero al lavoro per rendere l'album più rock, scrissero One Night Love Affair e Summer of '69, ma mancava una canzone che poteva rispondere alla domanda di Allen. L'idea della canzone è nata una sera d'estate, quando Adams in compagnia di Jim Vallance andarono ad un concerto di un'artista di musica elettronica, presso il Queen Elizabeth Theatre di Vancouver. Dopo il concerto Adams e Vallance hanno discusso su come i ragazzi semplicemente "vogliano fare rock".
Nei giorni successivi i due hanno lavorato sul testo della canzone.La canzone 
(Bryan Adams, Kids Wanna Rock)
Negli anni, la canzone è stata reinterpretata da numerosi artisti di tutto il mondo fra cui: Simon McBride, Little Angels e Sodom.

## Video musicale
Il video prodotto per Kids Wanna Rock è stato girato a Los Angeles, dal regista Steve Barron, e vede Adams con la sua band esibire la canzone dal vivo durante un loro concerto. Nel gennaio 2005 viene registrato il DVD Live in Lisbon presso il Pavilhão Atlântico di Lisbona, diretto da Dick Carruthers, dal quale vengono estratti alcuni video musicali fra cui Kids Wanna Rock, in questa versione la durata della canzone è di 5 minuti e 36 secondi. 

## Esibizioni dal vivo
Adams ha eseguito Kids Wanna Rock dal vivo per la prima volta nel 1984.La canzone faceva parte regolarmente nella scaletta del Reckless Tour ed è spesso eseguita nei vari concerti delle Tournée di Adams, inoltre è stata eseguita al Live Aid del 1985 presso il John F. Kennedy Stadium di Filadelfia. Durante la sua esibizione, negl'anni duemila, Adams e Keith Scott inscenano un duello di assoli di chitarra durante la canzone.

## Formazione
- Bryan Adams - chitarra, voce, cori
- Jim Vallance - percussioni
- Keith Scott - chitarra solista, cori
- Dave Taylor - basso
- Pat Steward - batteria, cori
- Tommy Mandel - tastiere
- Jody Perpick - cori
- Bob Clearmountain - cori

### Personale tecnico
- Arrangiamento - Bryan Adams, Jim Vallance
- Produttore discografico - Bob Clearmountain, Bryan Adams
- Assistente alla produzione - Jim Vallance
- Registrazione - Bob Clearmountain, settembre 1984, Little Mountain Sound Studios, Vancouver
- Missaggio - Bob Clearmountain, settembre 1984, Power Station Studios, New York City

## Classifiche
| Classifica (1985)             | Posizione massima |
| ----------------------------- | ----------------- |
| Stati Uniti (mainstream rock) | 42                |